# Генеральная ассамблея Острова Принца Эдуарда
Генеральная ассамблея Острова Принца Эдуарда — однопалатный законодательный орган канадской провинции Остров Принца Эдуарда. Законодательный орган был впервые создан в 1773 году и в его состав входят вице-губернатор (представитель короля Канады) и Законодательное собрание Острова Принца Эдуарда.
Как многие представители англосаксонской правовой культуры, Остров Принца Эдуарда использует парламентское правительство в стиле Вестминстера, в котором члены избираются в Законодательное собрание на всеобщих выборах. Партия с наибольшим количеством мест формирует правительство. Премьер-министр Острова Принца Эдуарда и Исполнительный совет Острова Принца Эдуарда назначаются вице-губернатором.
Законодательный орган острова Принца Эдуарда изначально был двухпалатным, состоящим из Законодательного совета и Палаты собрания. Законодательный совет обладал исполнительной властью до 1839 года. В 1893 году палаты объединились в Законодательное собрание, которое сохранило различия между избранными советниками и членами собрания до 1996 года, когда все члены получили одинаковый титул. Также произошел переход от двойных к одиночным округам.